# Каннон (тауншип, Миннесота)
Каннон (англ. Cannon) — тауншип в округе Китсон, Миннесота, США. На 2000 год его население составило 22 человека.

## География
По данным Бюро переписи населения США площадь тауншипа составляет 92,6 км², из которых 92,6 км² занимает суша, водоёмов нет.

## Демография
По данным переписи населения 2000 года здесь находились 22 человека, 8 домохозяйств и 7 семей. Плотность населения — 0,2 чел./км². На территории тауншипа расположена 21 постройка со средней плотностью 0,2 построек на один квадратный километр. Расовый состав населения: 95,45 % белых и 4,55 % приходится на две или более других рас.
Из 8 домохозяйств в 37,5 % воспитывались дети до 18 лет, в 75,0 % проживали супружеские пары, в 12,5 % проживали незамужние женщины и в 12,5 % домохозяйств проживали несемейные люди. 12,5 % домохозяйств состояли из одного человека, при том ни в одном из них не проживали одинокие пожилые люди старше 65 лет. Средний размер домохозяйства — 2,75, а семьи — 3,00 человека.
31,8 % населения — младше 18 лет, 9,1 % — от 25 до 44, 27,3 % — от 45 до 64, и _ — старше 65 лет. Средний возраст — 34 года. На каждые 100 женщин приходилось 120,0 мужчин. На каждые 100 женщин старше 18 приходилось 114,3 мужчин.
Средний годовой доход домохозяйства составлял 36 250 долларов, а средний годовой доход семьи —  42 500 долларов. Средний доход мужчин —  15 000  долларов, в то время как у женщин — 18 750. Доход на душу населения составил 15 140 долларов. За чертой бедности находились 16,7 % семей и 13,3 % всего населения тауншипа, из которых 33,3 % старше 65 лет.